# Partido Nacional del Pueblo (Gambia)
El Partido Nacional del Pueblo (en inglés: National People's Party), cuyas siglas son NPP, es un partido político de Gambia fundado en diciembre de 2019 por el presidente de Gambia Adama Barrow.

## Historia
El NPP fue fundado en diciembre de 2019 por Adama Barrow como un camino para buscar un segundo mandato presidencial en 2021. Las relaciones se habían deteriorado entre Barrow y su antiguo partido, el Partido Democrático Unificado (UDP). En 2019, Barrow destituyó al líder del UDP, Ousainou Darboe luego de algunos desacuerdos. La reacción a la creación del partido fue variada. Algunos gambianos comentaron que, como ciudadano, Barrow tenía todo el derecho a fundar un partido, mientras que otros argumentaron que era una traición a la agenda de la coalición de 2016.
Actualmente, Barrow es líder y secretario general del partido. Se registró en la Comisión Electoral Independiente el 31 de diciembre de 2019.